# Micromia olivaceata
Micromia olivaceata är en fjärilsart som beskrevs av W. Warren 1899. Micromia olivaceata ingår i släktet Micromia och familjen mätare. Inga underarter finns listade i Catalogue of Life.